# Hangijzer

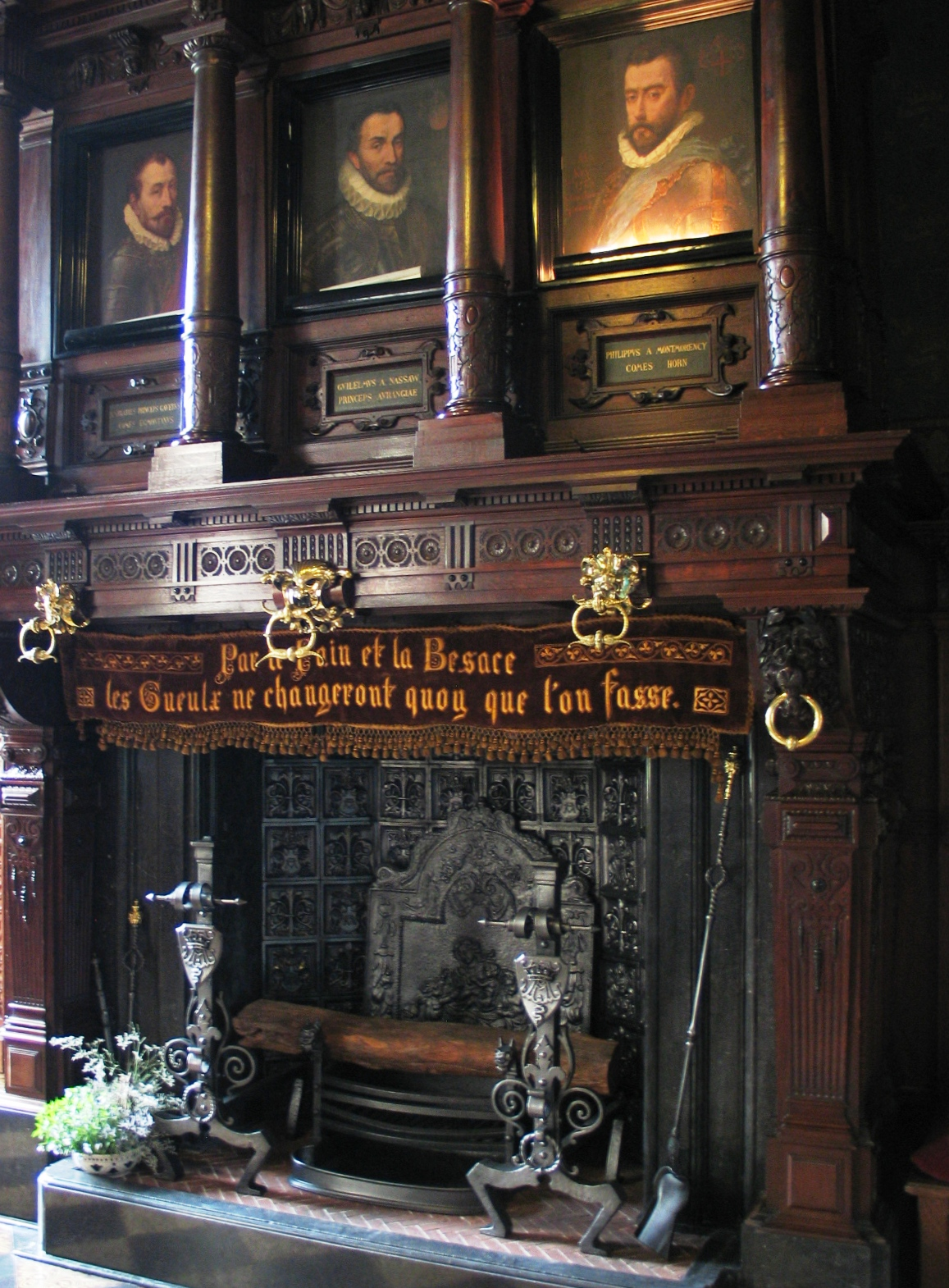
Hangijzers in het kasteel van Gaasbeek

Een hangijzer is een aan twee hangarmen bevestigde ijzeren ring, die aan de haal in de schoorsteen wordt bevestigd. Op de ijzeren ring plaatst men een ketel, pan of pot boven het open vuur. Tot ver in de 19e eeuw waren hangijzers in keukens aanwezig tot ze werden verdrongen door de kachel en het fornuis.
In meer gegoede kringen bracht men hangijzers aan op de schoorsteen. Die werden gebruikt om steun te zoeken als men schoenen, laarzen of kleren te drogen had. 

## Figuurlijk gebruik
Hangijzers worden heet. In figuurlijke zin wordt met een heet hangijzer een netelig probleem bedoeld.